# Ка Бембо I (Венеција)
Ка Бембо I (итал. Ca' Bembo I) је насеље у Италији у округу Венеција, региону Венето.
Према процени из 2011. у насељу је живело 13 становника. Насеље се налази на надморској висини од 4 м.